# Beyond the Sunset: The Romantic Collection
Beyond the Sunset es un álbum recopilatorio de la banda Blackmore's Night lanzado en 2004 por la discográfica "Steamhammer". El nombre del álbum es tomado del nombre de la canción incluida originalmente en el álbum Under a Violet Moon. Además de 11 canciones recopiladas de entre su discografía, también se encuentran nuevas versiones de "Ghost of a rose" y "Now and then", y el tema nuevo "Once in a million years".

## Lista de canciones
1. Once in a million years (nuevo tema)
2. Be mine tonight (de Shadow Of The Moon)
3. Wish you were here (de Shadow Of The Moon)
4. Waiting just for you (de Fires At Midnight)
5. Durch den Wald zum Bach Haus (de Under A Violet Moon)
6. Ghost of a rose (nueva versión)
7. Spirit of the sea (de Shadow Of The Moon)
8. I still remember (de Fires At Midnight)
9. Castles and dreams (de Under A Violet Moon)
10. Beyond the sunset (de Under A Violet Moon)
11. Again Someday (de Fires At Midnight)
12. Diamonds and rust (de Ghost Of A Rose)
13. Now and then (nueva versión)
14. All because of you (de Fires At Midnight)

- Datos: Q1935597